# Carex sardloqensis
Carex sardloqensis là một loài thực vật có hoa trong họ Cói. Loài này được Å.E.Dahl mô tả khoa học đầu tiên năm 1941.